# 上荘町
上荘町（かみそうちょう）は、兵庫県加古川市の地域である。本項ではかつて同地域に所在した上荘村（かみそうむら）についても述べる。

## 概要

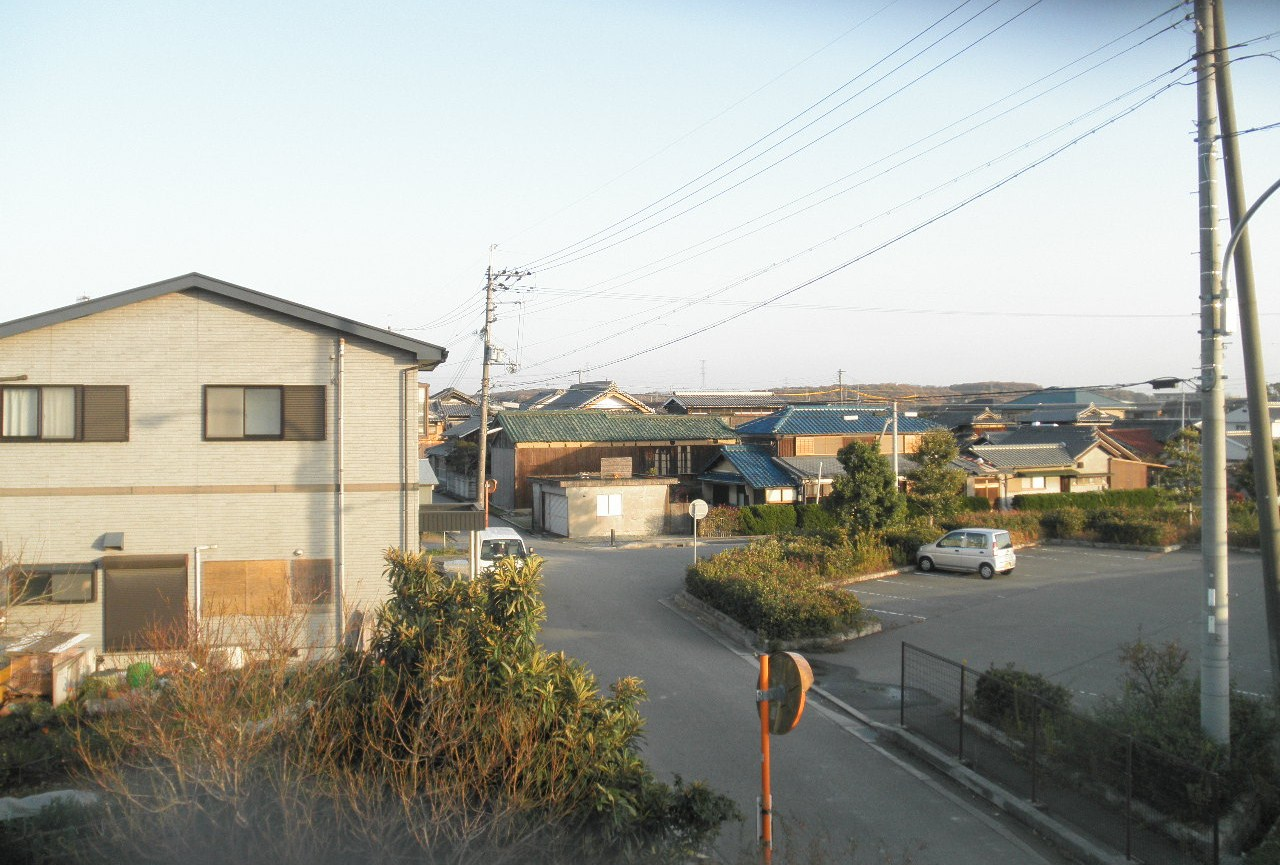
上荘町にある住宅地帯
上荘町国包で撮影

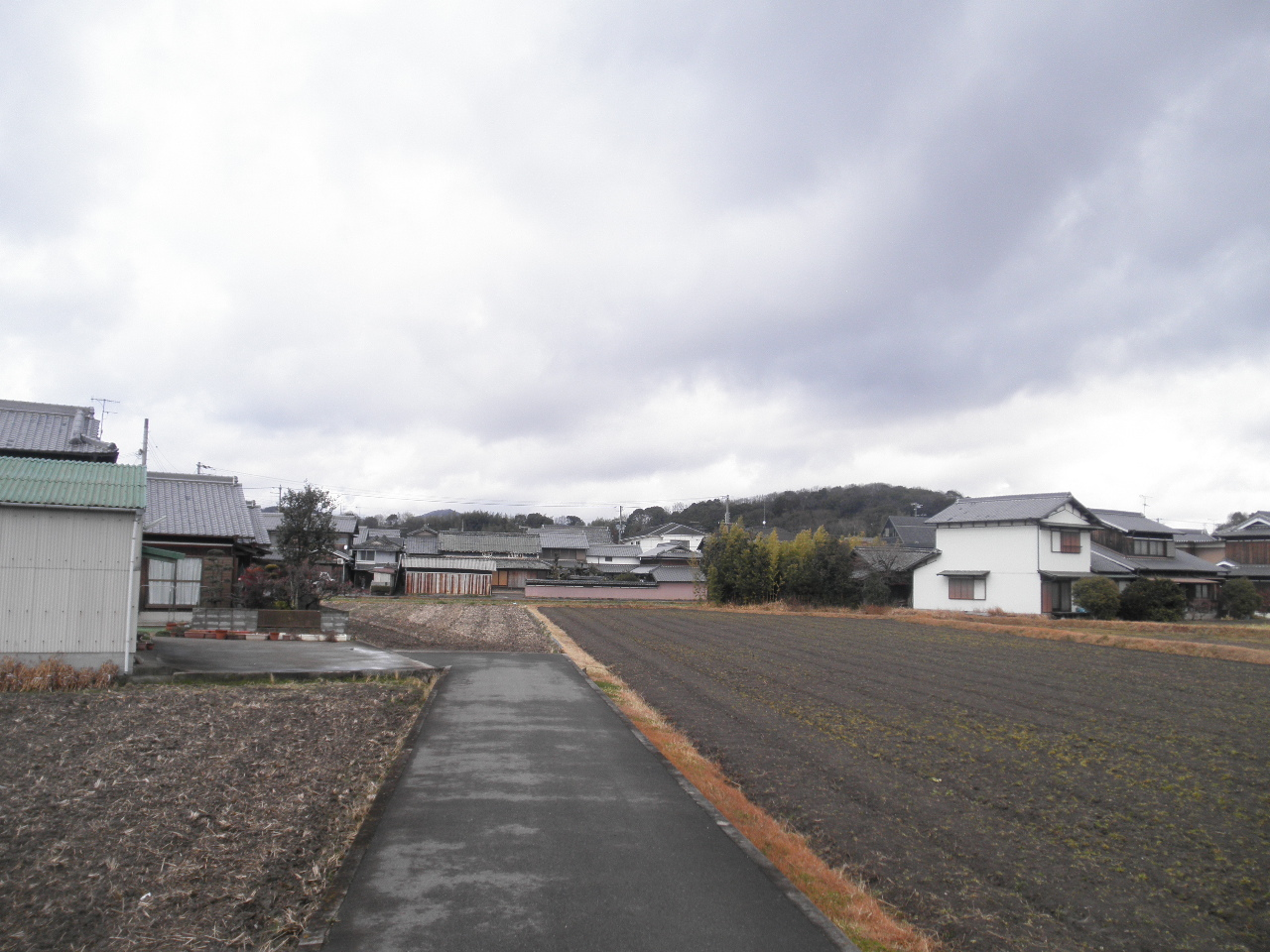
上荘町にある農業地帯
上荘町薬栗で撮影

上荘町は、加古川市の北西に位置する。大字に上荘町白沢、上荘町井ノ口、上荘町国包、上荘町見土呂、上荘町都台、上荘町都染、上荘町薬栗、上荘町小野がある。大部分は加古川の西岸に位置するが、上荘町国包のみ東岸に位置する。上荘町は、平荘村の上流に位置する事から名付けられた。上荘町井ノ口に、日本ローイング協会の公認コースB級の認定を受け、国体などの全国大会の開催も可能な加古川市立漕艇センターがある。

## 歴史

### 年表
- 1889年（明治22年）4月1日 - 町村制施行により印南郡見土呂村・白沢新村・井ノ口村・国包村・都染村・薬栗村・小野村が合併して印南郡上荘村が発足[2]。
- 1955年（昭和30年）4月1日 - 印南郡平荘村・加古郡八幡村とともに加古川市へ編入[2]。
- 1972年（昭和47年）7月18日 - 上荘町都台1丁目〜3丁目が設定される[3]。

## 交通
鉄道
JR西日本加古川線厄神駅がある。
バス
神姫バス
道路
兵庫県道18号加古川小野線
兵庫県道20号加古川三田線
兵庫県道65号神戸加古川姫路線
兵庫県道207号厄神停車場線
兵庫県道375号平荘市場線

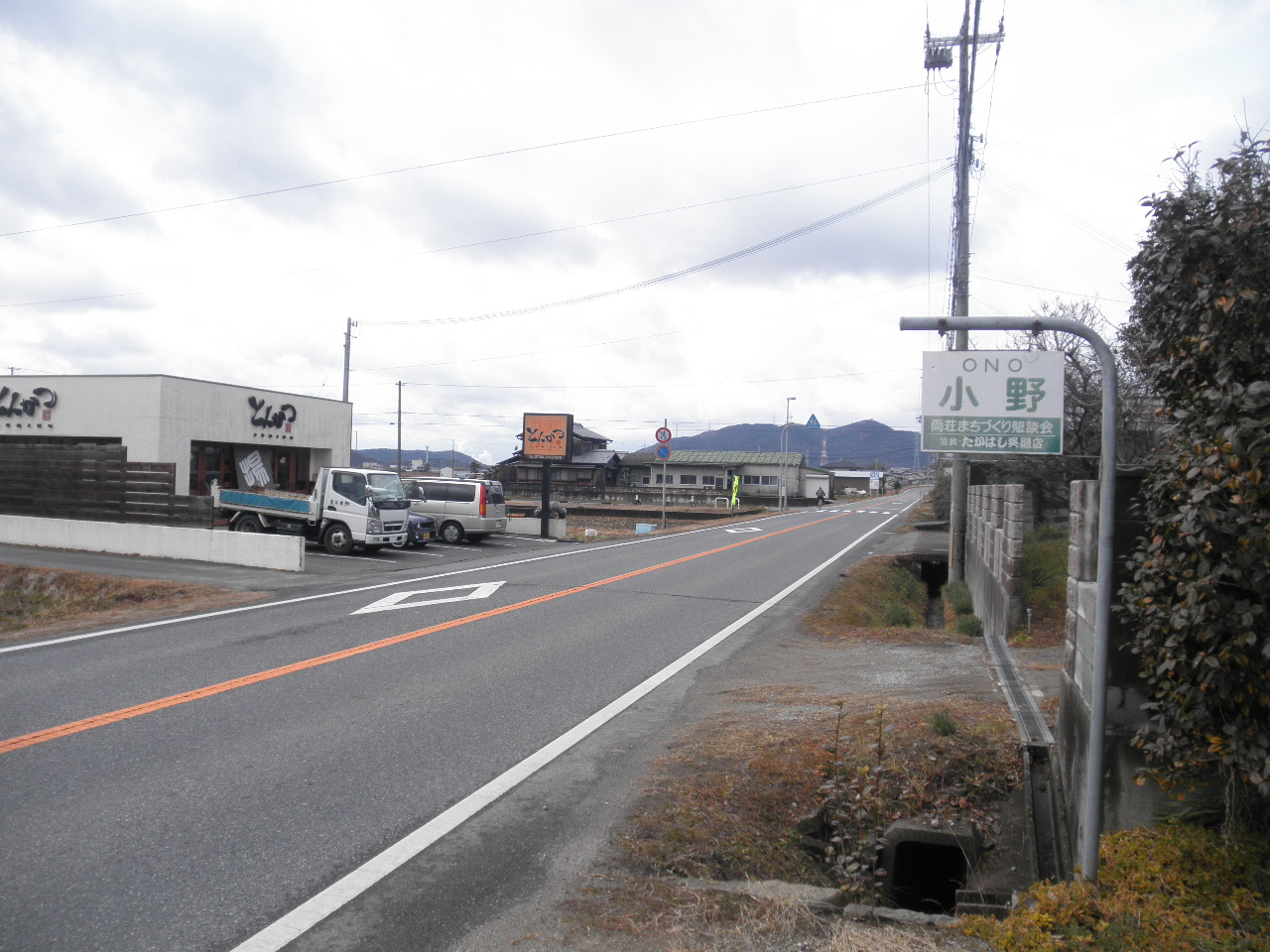
兵庫県道65号神戸加古川姫路線 上荘町小野で撮影
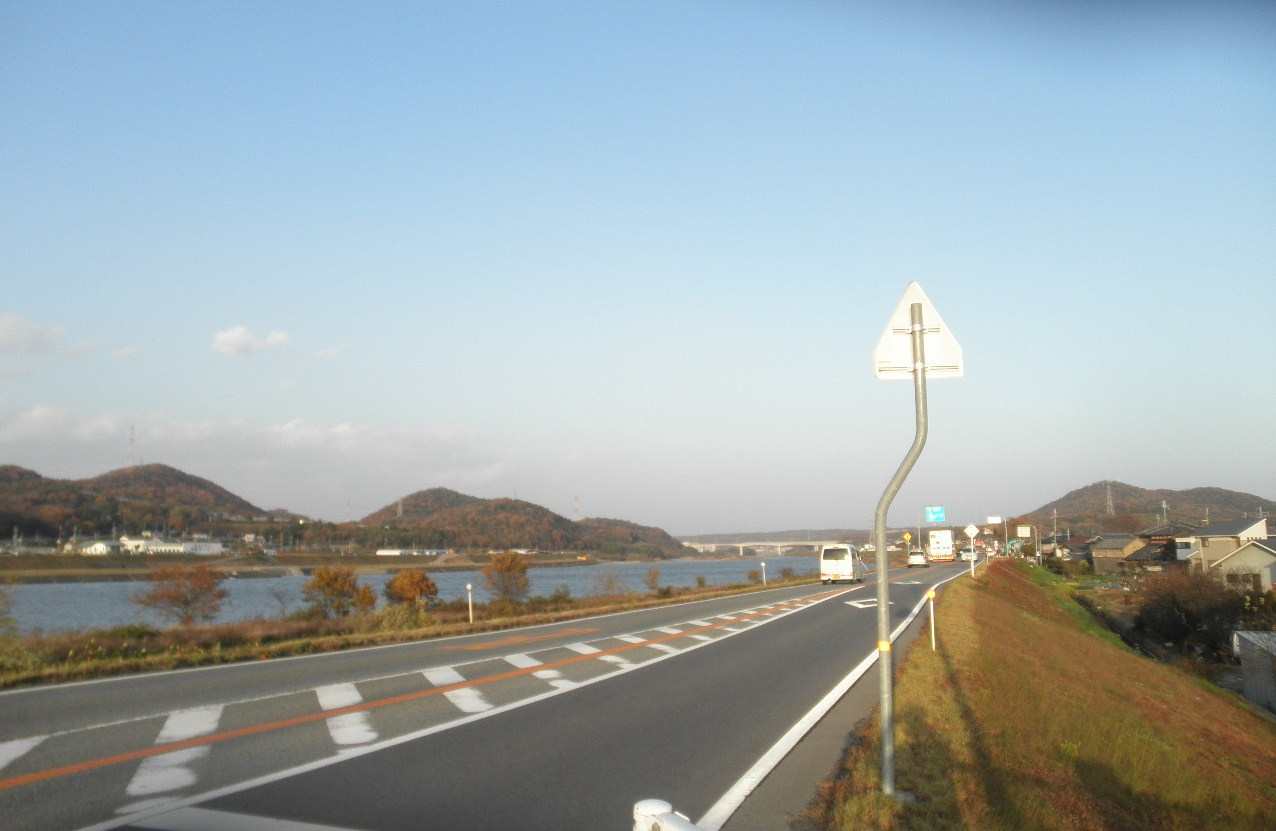
兵庫県道18号加古川小野線 上荘町国包で撮影
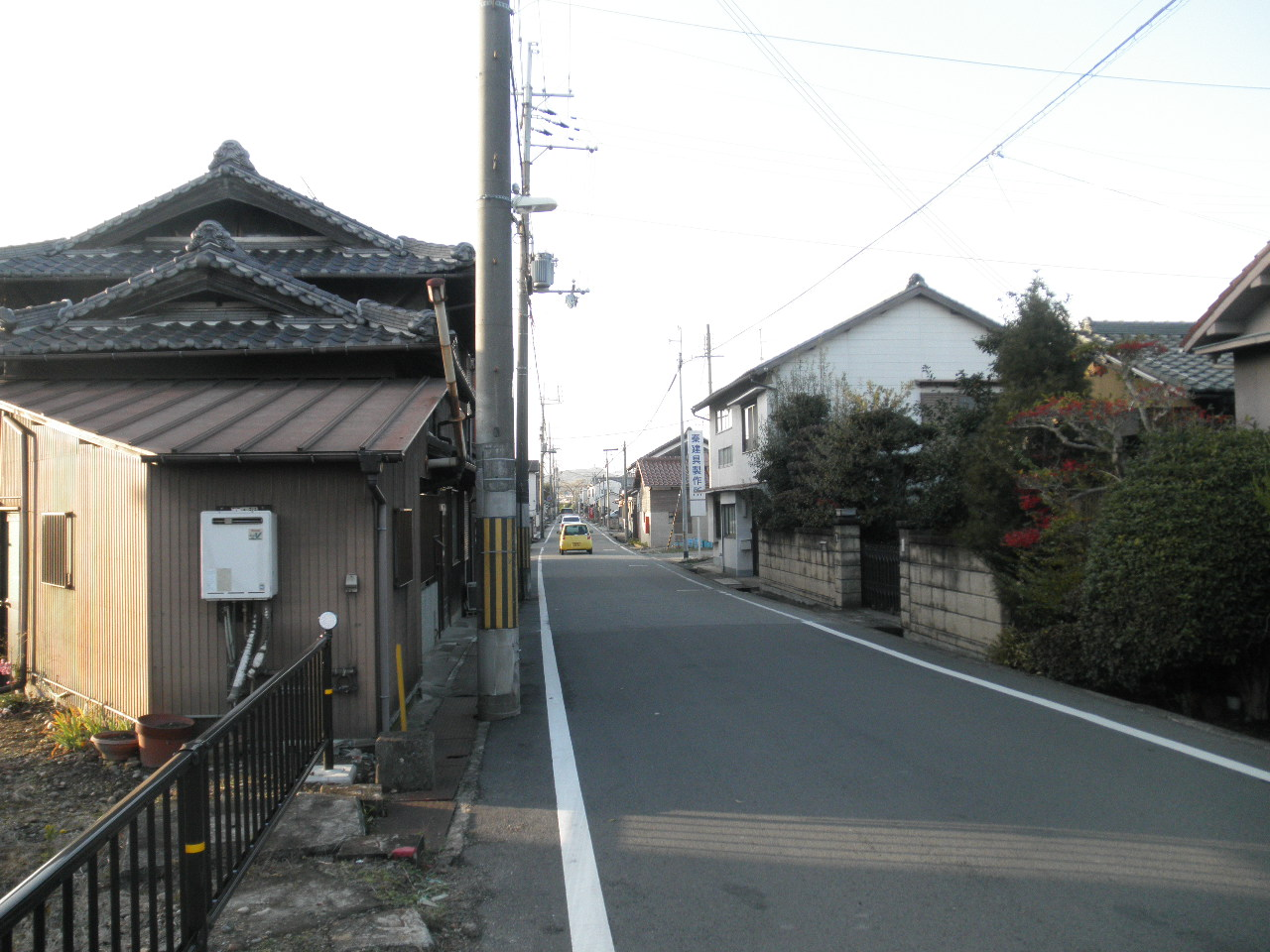
兵庫県道20号加古川三田線 上荘町国包で撮影

## 教育
義務教育学校
加古川市立義務教育学校両荘みらい学園
特別支援学校
加古川市立加古川養護学校

## 観光施設

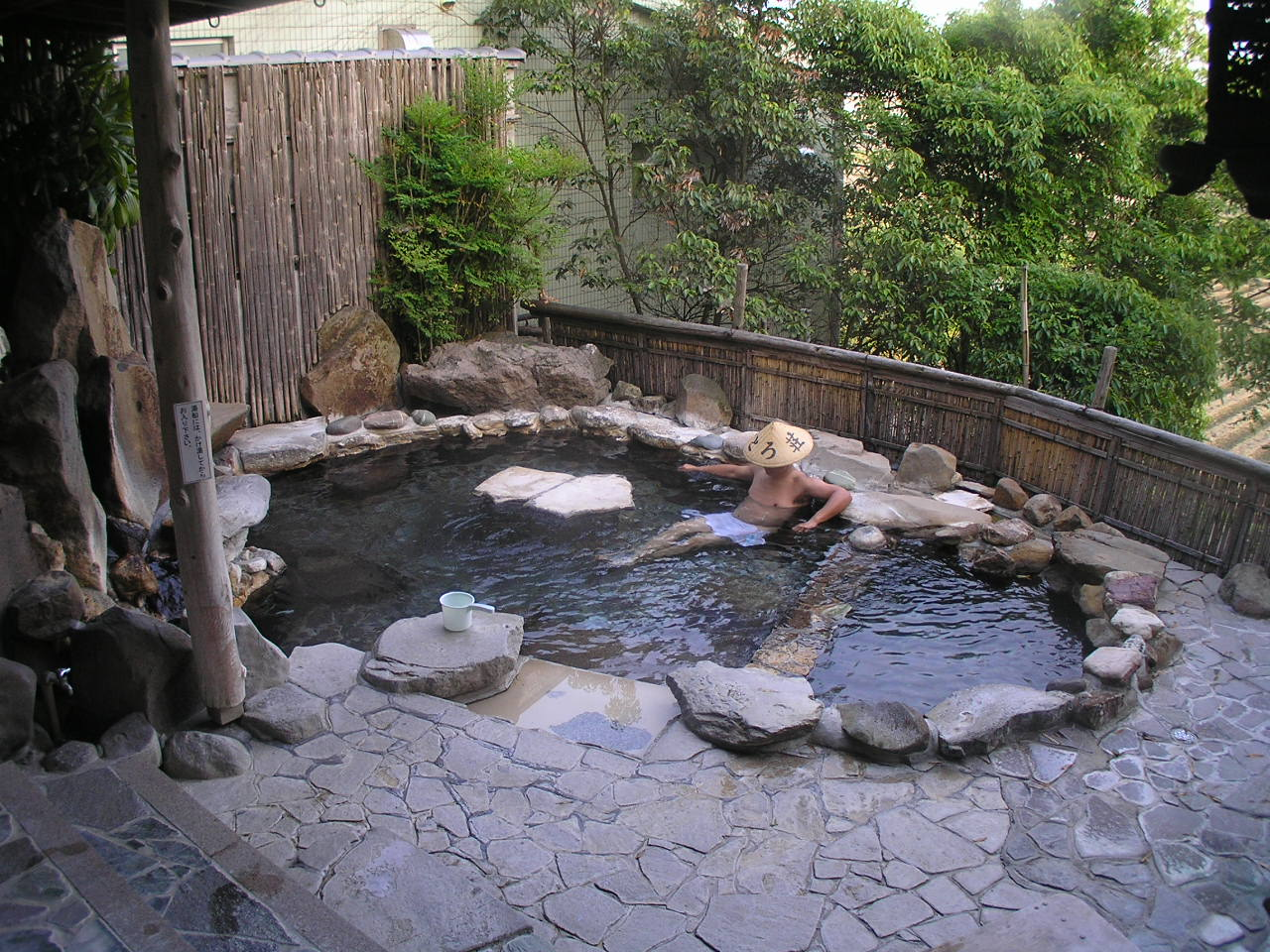
加古川温泉

- 見土呂フルーツパーク
- みとろ観光果樹園
- 加古川温泉

## 郵便局
- 上荘簡易郵便局
- 国包郵便局

## 公共施設
- 加古川市中央消防署両荘分署

## 登録文化財
国登録文化財
- 旧大西家住宅 - 江戸時代、綿花栽培で豪農となった大西家の9代目甚一平の別宅として1918年（大正7年）に完成した。現在料亭として営業中。2009年（平成21年）4月28日登録[4]
- みとろ苑庭園 - 2007年（平成19年）7月16日登録[4]

加古川市指定文化財
- 築山神社のエノキ・ムクノキ - 上荘町国包出身の商人長浜屋新六郎が、1756年（宝暦6年）に水害からの避難所として丘を築き、そこに生える樹木である。2本のエノキが1本のムクノキを挟むように生え、1本の大木のように見える。1990年（平成2年）10月11日指定[5]

## 寺社
寺院
- 常楽寺 - 高野山真言宗の寺院。山号は日光山。本尊、薬師如来。播磨八薬師霊場の2番札所。
- 教泉寺 - 浄土真宗本願寺派の寺院。本尊、阿弥陀如来。1580年（天正8年）3月開基。
- 長慶寺 - 曹洞宗の寺院。山号は賀祥山。本尊、釈迦牟尼如来。1645年（正保2年）開基。

神社
- 上之庄神社 - 村社。祭神は天照大神など。